# 季米特洛夫格勒市鎮

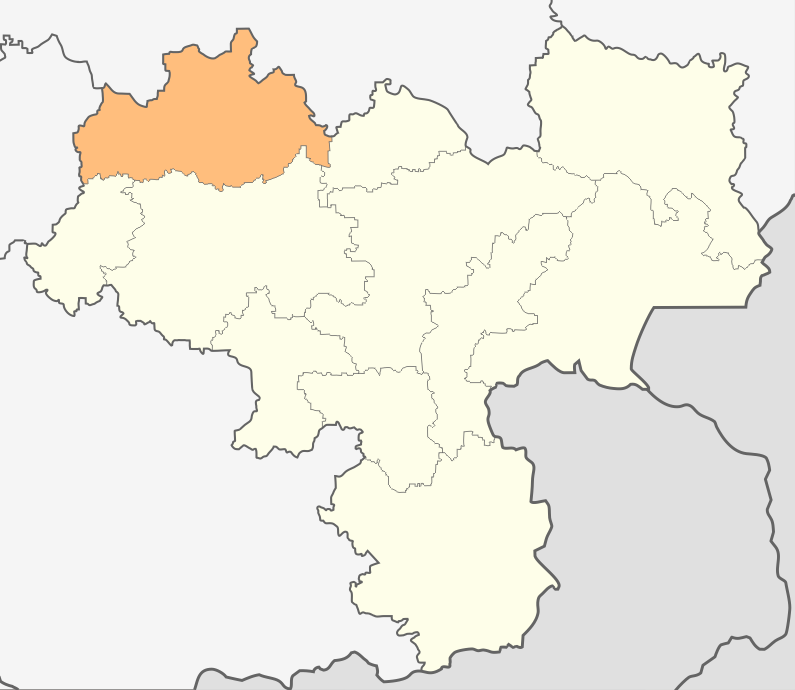

季米特洛夫格勒市，是保加利亞的城鎮，位於該國南部，由哈斯科沃州負責管轄，首府設於季米特洛夫格勒，面積568平方公里，2011年人口53,557，人口密度每平方公里94.3人。
42°3′N 25°36′E / 42.050°N 25.600°E